# Spilosoma jussiaeae
Spilosoma jussiaeae là một loài bướm đêm thuộc phân họ Arctiinae, họ Erebidae.